# 光盘行动
光盘行动是2013年1月16日由北京一个名为「IN_33」的团体发起的公益活动。活动得到许多网民的支持以及演艺界人士、餐饮企业的参与。“光盘行动”一词亦被《咬文嚼字》杂志评为2013年中国十大流行语之一。

## 发起
光盘行动在2013年1月初由「IN_33」中的三名成员提出，最早的号召是“从我做起，今天不剩饭”，之后由发起人之一张页提出了现在的名称光盘行动。1月15日「IN_33」组织的三十余名成员开始在北京市的饭店和加油站分发单页和海报，但是活动直到1月16日才正式开始。1月21日开始光盘行动相关的微博数量开始上升，之后活动不断升温。1月25日《人民日报》在头版刊登文章《“光盘行动”得到热烈响应》之后，各地媒体和餐饮企业开始大规模参与。

## 後續
2020年8月11日新華社報道了中共中央總書記習近平下達的一則指示，習近平要求要坚决制止餐饮浪费行为，在全社会营造“浪费可耻、节约为荣”的氛围。此後中國官方媒體開始加大宣傳，中國大陸各地陸續跟進響應。

## 注意事项
佛教认为浪费会折福，在佛教中，有一种叫做“五观”的用餐观念，强调在用餐时要思考食物的来之不易，进而培养感恩心和节约意识。这种观念提醒信徒在用餐时要避免浪费，以保护自己的福报。佛教大安法师指出，浪费粮食被视为“暴殄天物”，是最损福报的行为。但是吃剩的食物，如果用塑料饭盒打包，用完饭盒后丢弃，会引起塑料污染，解决办法，就是用餐时不要点太多的菜，实行“N-1点餐模式”，“N”代表就餐人数，“-1”是指按人头少点一个菜。如果要打包，餐盒垃圾不随意丢弃，自觉垃圾分类，外出就餐时自带餐盒打包；可重复使用包装尽量多次使用，减少塑料垃圾的产生。